# Synclerostola tromensis
Synclerostola tromensis là một loài bướm đêm trong họ Noctuidae.